# 마우나 아메보르
마우나 코조 아메보르(네덜란드어: Mawouna Kodjo Amevor, 1991년 12월 16일 ~ )는 에인트호번에서 센터백으로 뛰고 있는 토고의 축구 선수이다. 네덜란드에서 태어난 아메보르는 토고 국가대표팀을 대표한다.

## 구단 경력
그는 2010-2011 시즌에 도르드레흐트에서 리그에 데뷔했고, 고 어헤드 이글스에서도 뛰다가, 2015년에 해외로 건너가 잉글랜드 리그 투의 노츠 카운티에 합류했다. 그는 2016년 여름에 도르드레흐트로 돌아왔다.
2018년에 아메보르는 모로코 클럽인 차밥 리프 알 호세이마와 계약했다. 그는 곧 그 클럽을 떠났고 2019 시즌을 위해 2018년 11월에 태국의 촌부리로 이적했다. 그 클럽에서 경기에 출전하지 못했고 그는 2019년 4월 말에 인도네시아 클럽인 페르셀라 라몽간과 계약했다. 아메보르는 2019년 여름에 그곳을 떠났다.
2020년 1월 20일, 아메보르는 에인트호번과 계약을 맺었고, 하루 뒤 KNVB 베커르에서 열린 위트레흐트와의 경기에서 데뷔 전을 치렀다.

## 국가대표팀 경력
그는 2014년 10월 토고와의 첫 국제 데뷔 전을 치렀다.